# نیمازینی (انیمه)
نیمازینی یا منه‌موزین (ژاپنی: ムネモシュネの娘たち هپبورن: Munemoshune no Musumetachi) یک مجموعه تلویزیونی انیمه شش قسمتی ژاپنی به نویسندگی هیروشی اونوگی و کارگردانی شیگرو اوئدا است که توسط استودیوهای زیبک و گنکو تهیه شده است و دارای خصوصیاتی از قبیل گروتسک و تصاویر اروتیک است. داستان مجموعه در آینده‌ای نزدیک و در شهر توکیو اتفاق می‌افتد، و شخصیت اصلی داستان یک کارآگاه خصوصی نامیرا به نام رین آسوگی است. از روی این مجموعه یک سری لایت ناول و مانگا نیز ساخته و عرضه شده است.